# Norbert Wagner (Germanist)
Norbert Wagner (* 12. Februar 1929 in Straubing, Bayern; † 27. Dezember 2023) war ein deutscher germanistischer und skandinavistischer Mediävist und Namenforscher. Er war Universitätsprofessor des Instituts für Deutsche Philologie (ältere Abteilung) der Universität Würzburg. Wagner forschte und publizierte weiterhin in seinem Fachgebiet der Germanischen Philologie und in der Germanischen Altertumskunde, insbesondere über Onomastik und die Gotische Sprache, Literatur und Geschichte.

## Leben und Werk
Norbert Wagner, Sohn von Maria Wagner, geborene Ecklreiter, und des Buchdruckereibesitzers Josef Wagner, war katholisch und studierte nach dem Abitur 1947 in Regensburg Deutsche Philologie unter Ernst Schwarz sowie Geschichte und ältere englische Sprache und Literatur. 1948 wechselte er für vier Semester an die Universität München und hörte dort unter anderem bei Otto Basler. Nach dem Staatsexamen 1951 trat er ein Referendariat als Gymnasiallehrer in Bad Schwalbach an. Daran schloss sich ein Promotionsstudium in Würzburg an, das er 1955 unter seinem akademischen Lehrer Franz Rolf Schröder mit einer Arbeit zu den ersten Kapiteln der Völsunga-Saga abschloss. Nach der Promotion zum Dr. phil. im Jahr 1955 belegte er weiterhin Indogermanistik bei Manfred Mayrhofer und einige Kurse in Indologie und trat eine Assistenzstelle als wissenschaftlicher Mitarbeiter in der altgermanistischen Abteilung an. Kurt Ruh, der Nachfolger Schröders, nutzte Wagners Kenntnisse für die althochdeutsche, gotische und nordischen Sprachen und förderte dessen Verbleib in Würzburg. Die Habilitation erfolgte 1965 in Würzburg unter Ruh mit der 1967 veröffentlichten Arbeit zur Getica des Jordanes und der frühen Geschichte der Goten. In Würzburg trat Wagner eine Professur für Germanische Philologie und Altertumskunde in der fachlichen Nachfolge Schröders an und lehrte dort bis zu seiner Pensionierung 1994.

## Veröffentlichungen (Auswahl)
- Studien zu den ersten Kapiteln der Volsunga saga (Kapitel 2–8, 10–12). Universität Würzburg 1955.
- Getica. Untersuchungen zum Leben des Jordanes und zur frühen Geschichte der Goten. De Gruyter, Berlin 1967.
- als Hrsg. mit Dietrich Huschenbett, Klaus Matzel und G. Steer: Medium Aevum deutsch. Beiträge zur deutschen Literatur des hohen und späten Mittelalters. Festschrift für Kurt Ruh zum 65. Geburtstag. Tübingen 1979.
- Zahlreiche Beiträge in Fachperiodika, besonders in: Beiträge zur Namenforschung und Historische Sprachforschung.